# Championnats du monde de tennis de table 1948
Navigation
Édition précédente Édition suivante
Les championnats du monde de tennis de table 1948, quinzième édition des championnats du monde de tennis de table, ont lieu du 4 au 11 février 1948 à Londres, au Royaume-Uni.
Le titre messieurs est remporté par le britannique Richard Bergmann.

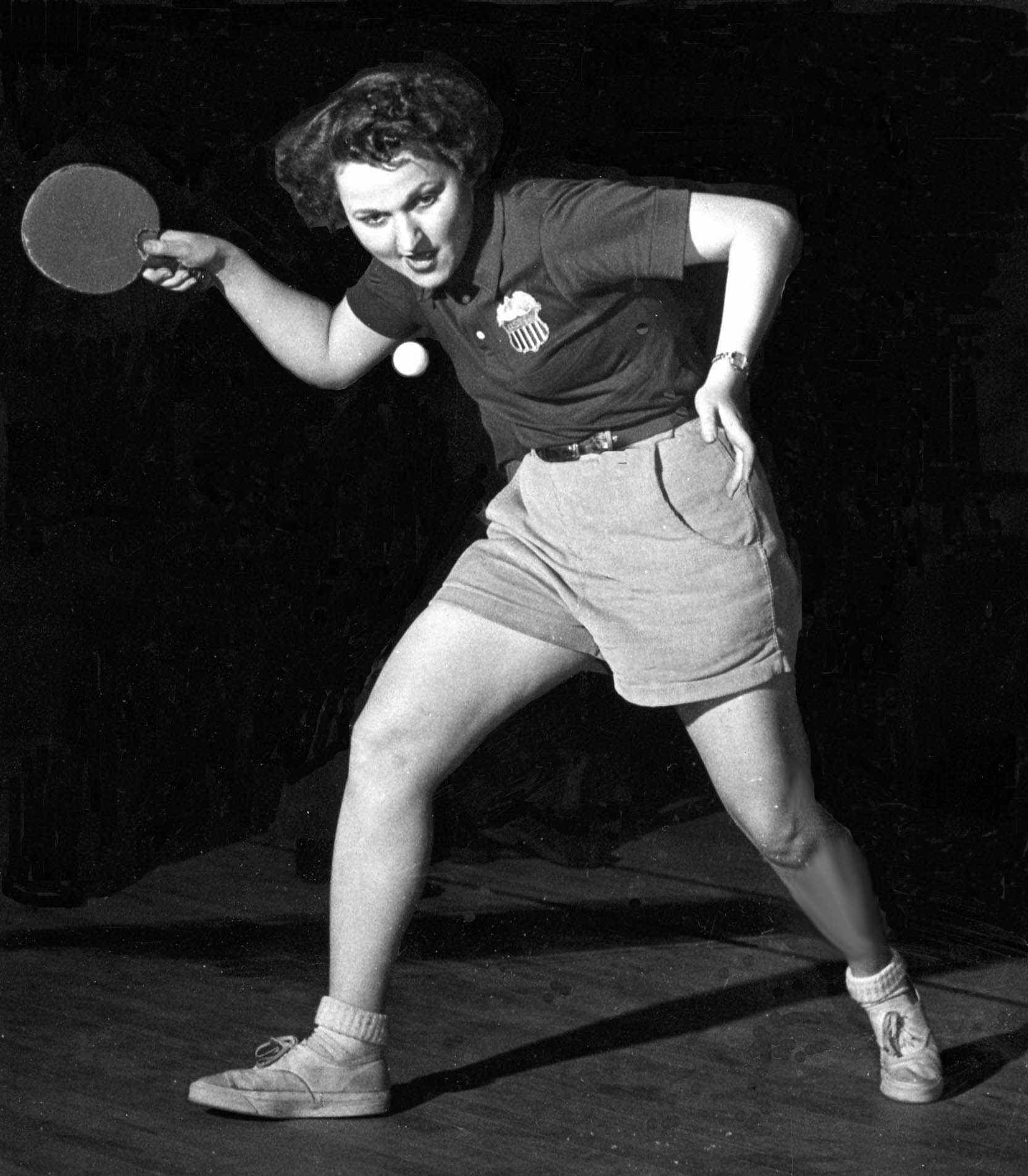
L'américaine Thelma Thall championne du monde en double mixte et médaille de bronze en double dames.